# Melanagromyza panacis
Melanagromyza panacis är en tvåvingeart som beskrevs av Steyskal 1980. Melanagromyza panacis ingår i släktet Melanagromyza och familjen minerarflugor. Inga underarter finns listade i Catalogue of Life.